# 二人静 (小説)
『二人静』（ふたりしずか）は、柳川春葉が1916年（大正5年）に発表した家庭小説であり、同作を原作とし、1917年（大正6年）に初演された新派劇、同じく同年製作・公開、小口忠監督による、1922年（大正11年）製作・公開、大洞元吾監督による、日本のサイレント映画であり、1935年（昭和10年）製作・公開、池田義信監督による日本の長篇劇映画である。柳川春葉の『生さぬ仲』と並び、新派古典の代表作とされる。

## 略歴・概要
小説『二人静』の初出は、1916年（大正5年）に報知新聞の連載で、翌1917年（大正6年）、東京の出版社至誠堂書店から出版されている。
映画『二人静』は、いずれのヴァージョンも東京国立近代美術館フィルムセンターに所蔵されておらず、マツダ映画社は大洞元吾の監督した『二人静』（1922年）のフィルムプリントのみを所蔵している。
小説『二人静』は、青空文庫に収められていない。

## 新派
初演は、1917年（大正6年）1月、東京・新富町の新富座で行われた。脚色は真山青果、出演は「新派三巨頭」と呼ばれた伊井蓉峰、河合武雄、喜多村緑郎であった。

## 1917年版
『二人静』（ふたりしずか）は、1917年（大正6年）製作・公開、日活向島撮影所製作、日活配給、小口忠監督による日本のサイレント映画である。女性の役どころは、女形の五月操、立花貞二郎らが演じた。

### スタッフ・作品データ
- 監督 : 小口忠
- 脚本 : 新海文次郎
- 原作 : 柳川春葉
- 撮影 : 坂田重徳
- 製作 : 日活向島撮影所
- 上映時間（巻数） : 5巻
- フォーマット : 白黒映画 - スタンダードサイズ（1.33:1） - サイレント映画
- 初回興行 : 浅草・オペラ館

### キャスト
- 大村正雄
- 五月操
- 立花貞二郎
- 横山運平
- 水島亮太郎
- 藤川三之助
- 秋月邦武

## 1922年版
『二人静』（ふたりしずか）は、1922年（大正11年）製作・公開、日活向島撮影所製作、日活配給、大洞元吾監督による日本のサイレント映画である。長らく女形を出演させてきた同撮影所が、女優の中山歌子を起用した作品である。

### スタッフ・作品データ・キャスト
- 監督 : 大洞元吾
- 脚本 : 不明
- 原作 : 柳川春葉
- 撮影 : 不明
- 出演 : 中山歌子
- 製作 : 日活向島撮影所
- 上映時間（巻数） : 63分
- フォーマット : 白黒映画 - スタンダードサイズ（1.33:1） - サイレント映画
- 初回興行 : 浅草・オペラ館

## 1935年版
『二人静』（ふたりしずか）は、1935年（昭和10年）製作・公開、松竹蒲田撮影所製作、松竹キネマ配給、池田義信監督による日本の長篇劇映画である。

### スタッフ・作品データ
- 監督 : 池田義信
- 脚本 : 斎藤良輔
- 原作 : 柳川春葉
- 撮影 : 浜村義康
- 製作 : 松竹蒲田撮影所
- 上映時間（巻数） : 9巻
- フォーマット : 白黒映画 - スタンダードサイズ（1.33:1） - モノラル録音
- 初回興行 : 浅草・帝国館

### キャスト
- 栗島すみ子
- 山内光
- 川崎弘子
- 飯田蝶子
- 村瀬幸子

## ビブリオグラフィ
国立国会図書館蔵書。
- 『二人静』、至誠堂書店、1917年

## 註
1. 1 2 3  新派の歴史、劇団新派、2009年12月11日閲覧。
2. ↑  二人静、国立国会図書館、2009年12月11日閲覧。
3. 1 2  OPAC NDL 検索結果、国立国会図書館、2009年12月11日閲覧。
4. ↑  所蔵映画フィルム検索システム、東京国立近代美術館フィルムセンター、2009年12月11日閲覧。
5. ↑  主な所蔵リスト 劇映画＝邦画篇、マツダ映画社、2009年12月11日閲覧。
6. ↑  柳川春葉、青空文庫、2009年12月11日閲覧。